# Maceo Parker

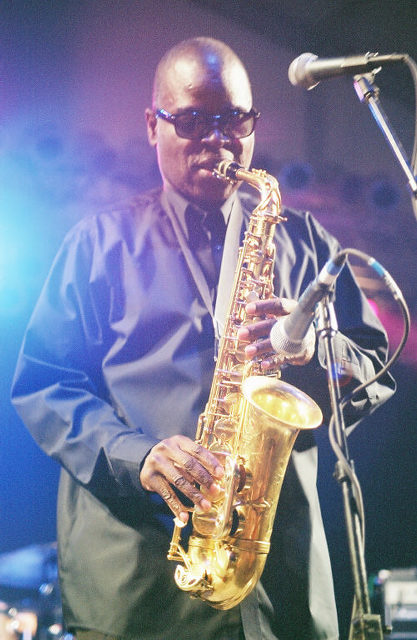
Maceo Parker in 2002

Maceo Parker (Kinston (North Carolina), 14 februari 1943) is een Amerikaanse funk-, soul- en jazzsaxofonist. Hij is het meest bekend door zijn samenwerking met James Brown.

## Biografie
Parker komt uit een muzikale familie. Zijn vader zong in de kerk en zijn twee broers zijn ook muzikanten geworden (drums en trombone). Samen met zijn broer Melvin kwam hij in 1964 in de band van James Brown terecht. Hierover schrijft Brown in zijn autobiografie dat hij oorspronkelijk alleen Melvin als zijn drummer wilde, maar dat hij als onderdeel van de overeenkomst ermee instemde om ook Maceo in zijn band op te nemen. Parker heeft een belangrijke invloed gehad op de sound'van Browns muziek, en kenners beschouwen Parker als de beste saxofoonspeler die James Brown gehad heeft.
De broers Parker en enkele andere bandleden van James Brown verlieten de band om een nieuwe band op te richten, genaamd Maceo & All the Kings Men. Deze band toerde twee jaar, voordat Maceo Parker in 1973 terugkeerde in de band van Brown. In 1975 verliet Maceo en enkele bandleden, waaronder Fred Wesley, de band voor de tweede maal, om zich aan te sluiten bij het p-funk-collectief van George Clinton, genaamd Parliament.
Nadat Parker tussen 1984 en 1988 nogmaals bij Brown had gespeeld, ging hij op de solotoer en bracht hij vele soloalbums uit (zie discografie). Daarnaast speelde hij zo'n 250 keer per jaar live. Vanaf 1999 speelt hij mee op enkele albums van Prince. Tussen 2001 en 2005 was hij lid van de band van Prince, de New Power Generation, waarmee hij diverse tournees afwerkte. Ook op het North Sea Jazz Festival van 2011 speelde Parker met Prince.
In 2018 en 2019 gaf hij diverse concerten in Nederland en Duitsland, in 2020 in België.

## Discografie
- Doing Their Own Thing - 1970
- Us People - 1974
- Funky Music Machine - 1975
- For All the King's Men'' - 1989
- Roots Revisited - 1990
- Mo' Roots - 1991
- Life on Planet Groove - 1992
- Southern Exposure - 1993
- Maceo (Soundtrack) - 1994
- Funk Overload - 1998
- dial: MACEO - 2000
- Made By Maceo - 2003
- My First Name Is Maceo - 2004
- School's In! - 2005
- Roots & Grooves - 2007
- Soul Classics - 2012
- Soul Food - Cooking with Maceo Parker - 2020